# René Wurmser
Pour les articles homonymes, voir Wurmser.
René Bernard Wurmser, né le 24 septembre 1890 à Paris et mort le 9 novembre 1993 à Boulogne-Billancourt, est un biophysicien français .

## Biographie scientifique
Dans sa thèse de doctorat, il applique les idées de la physique moderne à l'étude de l'assimilation de la chlorophylle. Il montre ensuite que l'évènement initial du cycle de la photosynthèse est la dégradation photolytique de l'eau. 
Entre 1939 et 1940, il travaille à un procédé de conservation du sang, utilisé par la suite par les médecins pour la transfusion sanguine. 
En 1958, il devient le second administrateur de l'Institut de biologie physico-chimique (IBPC), après le décès de Pierre Girard (1879-1958). Quelques années après les débuts de la biologie moléculaire, il comprend l'importance de centrer l'activité de l'IBPC dans ce domaine. Il est un passeur entre la biophysique et la biologie moléculaire,.

### Parcours
- 1911 : Licencié ès sciences ;
- 1911-1914 : Travaille au laboratoire de physiologie générale de la Faculté des sciences de Paris sous la direction de Victor Henri ;
- 1914-1918 : Mobilisé, affecté (1915) au laboratoire de vaccination antityphique de l’armée ;
- 1919-1922 : Préparateur de physiologie générale à la Faculté des sciences de Strasbourg ;
- 1921 : Docteur ès sciences naturelles ;
- 1922-1927 : Préparateur temporaire au Collège de France ;
- 1927-1945 : Directeur du laboratoire de biophysique de l’École pratique des hautes études, 3ème section ;
- 1937-1960 : Professeur suppléant de physiologie générale, puis professeur titulaire de la chaire de biologie physico-chimique (1945) à la Sorbonne ;
- 1950-1960 : Directeur du laboratoire d’ultra-centrifugation du CNRS ;
- 1958-1963 : Administrateur de l’Institut de biologie physico-chimique[2].

## Membre de sociétés savantes
- Membre de l'Académie des sciences, de la Société de biologie, de la Société française de chimie (président) et de la Société française de biochimie et de biologie moléculaire (membre fondateur) ;
- Membre de la Société de chimie physique (Paris, président), de la Société de chimie biologie (Paris, président), de la Société de biologie (Paris) et de la Société japonaise de biochimie (Tokyo) ;
- Membre du Comité national de biophysique (président), du Comité national de biochimie (président), du Comité de biologie moléculaire de la Direction générale de la recherche scientifique (président), du Comité national de la recherche scientifique, du Comité consultatif des universités, du Comité de biologie du CEA, du Comité militaire supérieur de la transfusion sanguine, du Comité scientifique des poudres et explosifs et du Comité de chimie du Palais de la Découverte ;
- Membre de l’Académie brésilienne des sciences (Rio de Janeiro) ;
- Professeur honoris causa de l’Université de Brasília[6].

## Distinctions
- Officier de la Légion d’honneur ;
- Commandeur dans l’Ordre des palmes académiques ;
- Officier de l’Ordre de la Croix du Sud (Brésil)[6].

## Publications
- Recherches sur l’assimilation chlorophyllienne, 1921, thèse de doctorat de sciences naturelles.
- Oxydations et réductions, PUF, 1930[7].
- L'électroactivité dans la chimie des cellules, 1935.
- Énergétiques des réactions biochimiques, 1947.
- L'énergie dans les êtres vivants, 1949.
- L'étude thermodynamique des réactions immunologiques, 1957.
- Physiochimie des protéines, 1959, en collaboration avec Jacques Tonnelat.
- Thermodynamique des réactions antigène-anticorps, in Immunologie, 1972, en collaboration avec Sabine Filitti-Wurmser.